# Белл, Жозеф-Антуан
Жозе́ф-Антуа́н Белл (фр. Joseph-Antoine Bell; род. 8 октября 1954, Муанде) — камерунский футболист, лучший вратарь Камеруна в истории. За сборную Камеруна провёл 54 игры, участвовал в 3-х чемпионатах мира и одной Олимпиаде. По опросу МФФИИС занимает 1-е место среди лучших вратарей Африки XX века.

## Достижения

### Командные
- Чемпион Африки: 1984, 1988
- Обладатель Кубка африканских чемпионов: 1979
- Обладатель Кубка Кубков Африки: 1983
- Чемпион Камеруна: 1976, 1978
- Чемпион Египта: 1982/83
- Вице-чемпион Франции: 1987, 1990
- Финалист Кубка Франции: 1986, 1987

### Индивидуальные
- Африканский футболист года: 2 место (1984, 1989)